# (66846) Franklederer
(66846) Franklederer est un astéroïde de la ceinture principale.

## Description
(66846) Franklederer est un astéroïde de la ceinture principale. Il fut découvert le 6 novembre 1999 à Lime Creek par Robert Linderholm. Il présente une orbite caractérisée par un demi-grand axe de 2,76 UA, une excentricité de 0,31 et une inclinaison de 31,3° par rapport à l'écliptique.

## Compléments